# Airline transport pilot licence
Een airline transport pilot licence (ATPL), of in Amerika ook wel een airline transport pilot certificate (ATP certificate), is het hoogste vliegbrevet dat men kan behalen. Iemand die een ATPL bezit, is bevoegd om in grote verkeersvliegtuigen te vliegen.
Na het behalen van een CPL kan men de opleiding vervolgen voor het vliegbrevet ATPL. Behalve dat een piloot moet beschikken over het vliegbrevet ATPL, dient hij ook te voldoen aan de ratingeisen die gelden voor het type vliegtuig waarmee gevlogen wordt, inhoudende dat hij moet hebben aangetoond het vliegen met dat specifieke type vliegtuig te beheersen.